# Prof-it
Prof-it — українська ІТ-компанія, що займається розробкою програмного забезпечення.

## Історія
Компанія заснована 2013 року в Києві Миколою Удянським та Богданом Прилепою. Головний офіс знаходиться в ОАЕ.

## Продукти
Компанія переважно розробляє програмне забезпечення для роботи з криптовалютою та технологією блокчейн. Також розробляє системи автоматизації бізнес-процесів і рішення для фінансових компаній, веб та мобільні додатки для IOS і Android.
В лютому 2020 компанія представила концепт нового форку біткойна — Bitcoin Ultimatum.
Станом на початок 2021 компанією розроблено під ключ сім криптовалютних бірж, кожна з яких входить в ТОП-100 світових. Серед них виділяється криптобіржа Coinsbit, яка має новітню систему безпеки, мережевий екран і зберігає активи на холодних гаманцях (англ. cold wallets). Біржа забезпечує безпечну покупку і продаж через OTC сервіс (англ. Over-the-counter service) і доступ «в один клік» до найвигідніших котирувань з біржових заявок.
Prof-it створила BTCU — біткойн-форк нового покоління, що вважається головним досягненням компанії. У березні 2021 запущена мережа Оріон для остаточного випробування BTCU.
3 листопада 2021 року під час конференції BlockchainUA у Києві було представлено українську криптовалютну біржу Qmall. Розробка тривала 4 роки.

## Відзнаки
В лютому 2021 РБК-Україна на основі даних Асоціації IT Україна і сайту Dou.ua представила рейтинг з 24 найбільших, найуспішних і найприбутковіших українських IT-компаній. Prof-it у цьому рейтингу на третій позиції.